# Dipodomys phillipsii
Dipodomys phillipsii is een zoogdier uit de familie van de wangzakmuizen (Heteromyidae). De wetenschappelijke naam van de soort werd voor het eerst geldig gepubliceerd door Gray in 1841.

## Voorkomen
De soort komt voor in Mexico.